# Pablo Lima (Padel)
Pablo José Mongelo Lima (Porto Alegre, Brasil, 11 de octubre de 1986), más conocido como Pablo Lima, es un exjugador de pádel profesional de nacionalidad brasileña, considerado el mejor jugador de la historia de su país en este deporte. Junto a su excompañero Juani Mieres, lograron hacer frente a la mejor pareja de la historia del padel mundial, la formada por Fernando Belasteguín y Juan Martín Díaz. Tras la separación de dicha pareja en 2015, Pablo Lima comienza a jugar junto a Fernando Belasteguín, siendo los reyes absolutos del circuito hasta perder el número 1 del ranking en 2018.

## Comienzos en el deporte
Pablo inicia sus comienzos en el pádel a la edad de 9 años de la mano de su padre en el Club Hormiga de su ciudad natal, Porto Alegre, integrando en muchas ocasiones el seleccionado juvenil de su país y logrando un laureado palmarés que a partir del año 2004 le permitiría ingresar al circuito español de pádel de la mano de Roby Gattiker, quien se interesó por su juego y dedicación, y lo convencería para ser su compañero durante las ediciones 2006 y 2007.

## Año 2008
Inicia su papel de jugador "revelación" formando tándem con su compatriota Marcello Jardim alcanzando 14 veces los cuartos de final y 4 veces las semifinales a pesar de una lesión de tobillo que le ocasionó grandes molestias para desarrollar el pádel que él hubiera querido.
A partir de ese año tan fructífero en logros deportivos forma la mítica pareja de "Príncipes" junto a Juani Mieres logrando un sinfín de títulos tales como Madrid, Logroño, Salamanca o Sevilla, logrando también finales en Almería, Madrid, San Sebastián y Barcelona. Roby Gattiker es su jugador de pádel más admirado y Gustavo Kuerten su ídolo deportivo más querido.
Después formó pareja con Juani Mieres con el que llegó a ser la segunda mejor pareja del circuito y llegaron a hacer frente a los grandes reyes del torneo, a los argentinos Fernando Belasteguín y Juan Martín Díaz.

## Año 2015- Actualidad
A partir de la temporada 2015, Pablo tiene como compañero a Fernando Belasteguín. A pesar de que la temporada comenzó muy mal para Pablo Lima con una lesión, cuando este se recuperó se convirtió junto a Bela en los reyes del circuito.
En 2016 fueron de nuevo los grandes dominadores del circuito, mientras que en 2017 comenzaron perdiendo los dos primeros torneos de la temporada ante Paquito Navarro y Sanyo Gutiérrez.
Tras perder estas dos finales se mostraron imbatibles en los dos torneos siguientes, en Barcelona y en La Coruña. Sin embargo, en el quinto torneo de la temporada se vieron obligados a retirarse en la final, tras la lesión de Bela, dándoles el tercer torneo de la temporada a Paquito Navarro y Sanyo Gutiérrez. 
En su reaparición tras la lesión de Bela, en el Open de Gran Canaria, perdieron en cuartos de final. En el Alicante Open alcanzaron una nueva final tras derrotar el 26 de agosto de 2017 a la pareja formada por Juan Tello y Federico Chingotto por 3-6, 6-3 y 6-4.
En la final vencieron a Paquito Navarro y Sanyo Gutiérrez por 6-3, 3-6 y 6-3.
En el Open de Sevilla perdieron en la final frente a Paquito Navarro y Sanyo Gutiérrez. Tras esta final, Bela y Lima les vencieron en el Master de Portugal por un 6-2, 1-6 y 6-1.
Cayeron derrotados en la final del Andorra Open ante Paquito y Sanyo, y se resarcieron de esta derrota venciéndoles en la final del Granada Open por un 7-6 y 6-1. En el siguiente torneo de la temporada, el Zaragoza Open, vencieron por un contundente 6-4 y 6-2 a la pareja número 3 del mundo, la formada por Matías Díaz y Maxi Sánchez.
En el torneo posterior, el Máster de Buenos Aires, lograron su tercer torneo consecutivo, tras derrotar en una final más a Paquito Navarro y Sanyo Gutiérrez. En esta ocasión Bela y Lima lo hicieron por un 6-1 y 7-6.
En el Keler Bilbao Open se aseguraron el número 1 un año más, y todo a pesar de perder en la final contra Matías Díaz y Maxi Sánchez.
En el Master Final volvieron a enfrentarse a Maxi Sánchez y a Matías Díaz venciéndoles en esta ocasión por un 6-3 y 6-2 y tomándose la revancha del Keler Bilbao Open, logrando su primer Master Final, y su octavo torneo de la temporada. Con esta victoria, además, volvieron a conquistar el número 1 un año más.
El comienzo de 2018 fue complicado para Bela y Lima, a pesar de que lograron ganar el segundo torneo de la temporada, el Alicante Open, ya que, en los tres torneos posteriores cayeron derrotados en las primeras rondas de los torneos, lo que hizo que Sanyo Gutiérrez, quien había firmado un comienzo de temporada impresionante junto a Maxi Sánchez al ganar 3 torneos de 5 disputados, amenazara el número 1 que había mantenido Belasteguín por 16 años de forma consecutiva.
Sin embargo, tras la conquista del Valencia Master por parte de Bela y Lima, las opciones de perder el número se esfumaron.
Aun así, Belasteguín, siguió teniendo molestias por lo que se vio obligado a apartarse de las canchas por un tiempo. Agustín Gómez Silingo se convirtió en la nueva pareja deportiva de Lima de forma temporal, al mismo tiempo que Belasteguín perdía el número 1 en agosto después de 16 años consecutivos sin bajarse del primer escalón.
El 23 de septiembre también se cayó del primer puesto Lima, entregándoselo a Maxi Sánchez, después de que junto con Sanyo Gutiérrez ganasen el Máster de Portugal.
Después de superar una pequeña lesión, y de que Belasteguín no terminara de recuperarse, decidió jugar los últimos torneos de la temporada junto con Paquito Navarro, con el objetivo de recuperar el número 1.
En su primer torneo como pareja llegaron a la final del Euskadi Open, donde derrotaron a Miguel Lamperti y a Juani Mieres por 6-3 y 6-3, logrando así su primer título como pareja.
Tras no jugar juntos en Buenos Aires, volvieron a unirse en el Murcia Open, donde consiguieron llegar a la final, lugar donde cayeron derrotados frente a la pareja número 1 del 2018, la formada por Maxi Sánchez y Sanyo Gutiérrez.
Pese a que Paquito y Lima anunciaron que jugarían los últimos torneos de la temporada juntos, Fernando Belasteguín se recuperó a tiempo para el Master Final, y ambos confirmaron que jugarían el último torneo de la temporada juntos. Bela y Lima volverían a jugar juntos ,así, cuatro meses después. Ambos llegaron hasta la final del Master Final, donde se citaron con Maxi Sánchez y Sanyo Gutiérrez, la pareja número 1 del mundo en 2018, a los que consiguieron derrotar por 7-6 y 6-3.
En 2019 comenzó la temporada, de nuevo, junto con Fernando Belasteguín, sin embargo, los malos resultados hicieron que se separasen a mitad de temporada, formando Lima pareja con Alejandro Galán, convirtiéndose ambos en una de las parejas más sólidas del circuito, logrando cuatro títulos juntos.
Pese a ello, en 2020 separaron sus caminos, convirtiéndose Lima en la nueva pareja deportiva de Paquito Navarro.  En el primer torneo de la temporada, el Marbella Master, lograron conseguir la victoria, tras derrotar a Alejandro Galán y Juan Lebrón en la final.
En 2021, Agustín Tapia se convirtió en su nueva pareja deportiva. Ambos lograron juntos dos títulos, en Las Rozas Open y en el Málaga Open. Pese a ello en septiembre, tras la disputa del Lugo Open, se separaron, convirtiéndose Javi Ruiz en su nueva pareja deportiva hasta final de año.

## Palmarés

### Premier Padel

#### Títulos
| N.º | Año                   | Torneo  | Categoría | Pareja           | Oponentes en la final              | Resultado      |
| --- | --------------------- | ------- | --------- | ---------------- | ---------------------------------- | -------------- |
| 1.  | 14 de agosto de 2022  | Mendoza | P1        | Franco Stupaczuk | Fernando Belasteguín Arturo Coello | 6-2, 4-6 y 7-6 |
| 2.  | 30 de octubre de 2022 | Guiza   | P1        | Franco Stupaczuk | Alejandro Galán Juan Lebrón        | 2-6, 7-6 y 7-6 |

### Padel Pro Tour-World Padel Tour (2006-2023)

#### Títulos
| N.º | Año                      | Torneo                   | Pareja               | Oponentes en la final                  | Resultado           |
| --- | ------------------------ | ------------------------ | -------------------- | -------------------------------------- | ------------------- |
| 1.  | 31 de mayo de 2009       | Majadahonda              | Juani Mieres         | Cristian Gutiérrez Sebastián Nerone    | 6-4 6-0             |
| 2.  | 8 de noviembre de 2009   | Logroño                  | Juani Mieres         | Gabriel Reca Hernán Auguste            | 6-4 6-3             |
| 3.  | 29 de noviembre de 2009  | Salamanca                | Juani Mieres         | Juan Martín Díaz Fernando Belasteguín  | 6-4 7-5             |
| 4.  | 2 de mayo de 2010        | Ciudad Real              | Juani Mieres         | Gabriel Reca Hernán Auguste            | 6-3 7-5             |
| 5.  | 20 de junio de 2010      | Córdoba                  | Juani Mieres         | Matías Díaz Miguel Lamperti            | 6-7 6-2 6-2         |
| 6.  | 4 de julio de 2010       | Valladolid               | Juani Mieres         | Gabriel Reca Hernán Auguste            | 6-3 6-2             |
| 7.  | 19 de septiembre de 2010 | Sevilla                  | Juani Mieres         | Juan Martín Díaz Fernando Belasteguín  | 6-2 6-3             |
| 8.  | 3 de abril de 2011       | Mendoza                  | Juani Mieres         | Juan Martín Díaz Fernando Belasteguín  | 6-2 7-6             |
| 9.  | 15 de mayo de 2011       | Tarragona                | Juani Mieres         | Cristian Gutiérrez Miguel Lamperti     | 6-2 6-3             |
| 10. | 27 de noviembre de 2011  | Valencia                 | Juani Mieres         | Maxi Grabiel Fernando Poggi            | 5-7 6-2 6-0         |
| 11. | 29 de julio de 2012      | Marbella                 | Juani Mieres         | Maxi Grabiel Miguel Lamperti           | 4-6 6-3 6-1         |
| 12. | 16 de septiembre de 2012 | Acapulco                 | Juani Mieres         | Gabriel Reca Agustín Gómez Silingo     | 6-1 4-0 ab          |
| 13. | 7 de octubre de 2012     | Sevilla                  | Juani Mieres         | Jordi Muñoz Maxi Sánchez               | 6-3 6-3             |
| 14. | 2 de diciembre de 2012   | Masters PPT Madrid       | Juani Mieres         | Sanyo Gutiérrez Sebastián Nerone       | 6-4 6-4             |
| 15. | 23 de junio de 2013      | Madrid                   | Juani Mieres         | Juan Martín Díaz Fernando Belasteguín  | 6-7 6-0 7-6 6-4     |
| 16. | 21 de julio de 2013      | El Puerto de Santa María | Juani Mieres         | Matías Díaz Cristian Gutiérrez         | 6-3 6-2 6-3         |
| 17. | 27 de octubre de 2013    | Las Palmas               | Juani Mieres         | Maxi Grabiel Miguel Lamperti           | 6-4 6-2 6-2         |
| 18. | 1 de diciembre de 2013   | Villa Carlos Paz         | Juani Mieres         | Matías Díaz Cristian Gutiérrez         | 6-7 6-1 6-2 ab      |
| 19. | 13 de julio de 2014      | Castellón                | Juani Mieres         | Juan Martín Díaz Fernando Belasteguín  | 2-6 6-3 6-3 6-3     |
| 20. | 24 de agosto de 2014     | Alicante                 | Juani Mieres         | Juan Martín Díaz Fernando Belasteguín  | 2-6 7-5 7-6 4-6 7-5 |
| 21  | 7 de junio de 2015       | Río Gallegos             | Fernando Belasteguín | Maxi Sánchez Sanyo Gutiérrez           | 5-7 6-2 6-2         |
| 22  | 21 de junio de 2015      | Valladolid               | Fernando Belasteguín | Paquito Navarro Matías Díaz            | 7-6 6-7 7-6         |
| 23  | 19 de julio de 2015      | Palma de Mallorca        | Fernando Belasteguín | Maxi Sánchez Juan Martín Díaz          | 6-4 6-0             |
| 24  | 2 de agosto de 2015      | Málaga                   | Fernando Belasteguín | Maxi Sánchez Juan Martín Díaz          | 7-6 6-3             |
| 25  | 23 de agosto de 2015     | La Nucia                 | Fernando Belasteguín | Maxi Sánchez Juan Martín Díaz          | 7-6 7-6             |
| 26  | 13 de septiembre de 2015 | Mónaco                   | Fernando Belasteguín | Paquito Navarro Matías Díaz            | 6-3 6-1             |
| 27  | 4 de octubre de 2015     | Sevilla                  | Fernando Belasteguín | Sanyo Gutiérrez Juani Mieres           | 6-2 6-0             |
| 28  | 18 de octubre de 2015    | Villagarcía de Arosa     | Fernando Belasteguín | Maxi Sánchez Juan Martín Díaz          | 6-4 6-4             |
| 29  | 31 de octubre de 2015    | Dubái                    | Fernando Belasteguín | Sanyo Gutiérrez Juani Mieres           | 6-1 6-2             |
| 30  | 8 de noviembre de 2015   | San Sebastián            | Fernando Belasteguín | Sanyo Gutiérrez Juani Mieres           | 7-5 6-4             |
| 31  | 29 de noviembre de 2015  | Valencia                 | Fernando Belasteguín | Miguel Lamperti Adrián Allemandi       | 6-2 6-1             |
| 32  | 19 de julio de 2015      | Palma de Mallorca        | Fernando Belasteguín | Maxi Sánchez Juan Martín Díaz          | 6-4 6-0             |
| 33  | 3 de abril de 2016       | Gijón                    | Fernando Belasteguín | Maxi Sánchez Matías Díaz               | 6-1 6-4             |
| 34  | 8 de mayo de 2016        | Barcelona                | Fernando Belasteguín | Cristian Gutiérrez Juan Martín Díaz    | 6-2 6-3             |
| 35  | 29 de mayo de 2016       | Las Rozas de Madrid      | Fernando Belasteguín | Paquito Navarro Sanyo Gutiérrez        | 6-1 6-2             |
| 36  | 26 de junio de 2016      | Palma de Mallorca        | Fernando Belasteguín | Cristian Gutiérrez Juan Martín Díaz    | 7-6 ab              |
| 37  | 10 de julio de 2016      | Valladolid               | Fernando Belasteguín | Paquito Navarro Sanyo Gutiérrez        | 7-6 7-5             |
| 38  | 31 de julio de 2016      | Las Palmas               | Fernando Belasteguín | Paquito Navarro Sanyo Gutiérrez        | 6-0 6-4             |
| 39  | 11 de septiembre de 2016 | Mónaco                   | Fernando Belasteguín | Maxi Sánchez Matías Díaz               | 6-3 6-2             |
| 40  | 25 de septiembre de 2016 | Sevilla                  | Fernando Belasteguín | Paquito Navarro Sanyo Gutiérrez        | 6-4 6-2             |
| 41  | 16 de octubre de 2016    | La Coruña                | Fernando Belasteguín | Paquito Navarro Sanyo Gutiérrez        | 6-7 6-4 6-3         |
| 42  | 30 de octubre de 2016    | Zaragoza                 | Fernando Belasteguín | Maxi Sánchez Matías Díaz               | 6-1 6-2             |
| 43  | 13 de noviembre de 2016  | Buenos Aires             | Fernando Belasteguín | Paquito Navarro Sanyo Gutiérrez        | 6-3 6-7 6-3         |
| 44  | 4 de diciembre de 2016   | San Sebastián            | Fernando Belasteguín | Paquito Navarro Sanyo Gutiérrez        | 6-2 6-4             |
| 45  | 14 de mayo de 2017       | La Coruña                | Fernando Belasteguín | Paquito Navarro Sanyo Gutiérrez        | 7-5 6-3             |
| 46  | 4 de junio de 2017       | Barcelona                | Fernando Belasteguín | Paquito Navarro Sanyo Gutiérrez        | 6-3 6-1             |
| 47  | 27 de agosto de 2017     | Alicante                 | Fernando Belasteguín | Paquito Navarro Sanyo Gutiérrez        | 6-3 3-6 6-3         |
| 48  | 24 de septiembre de 2017 | Lisboa                   | Fernando Belasteguín | Paquito Navarro Sanyo Gutiérrez        | 6-2 1-6 6-1         |
| 49  | 15 de octubre de 2017    | Granada                  | Fernando Belasteguín | Paquito Navarro Sanyo Gutiérrez        | 7-6 6-1             |
| 50  | 29 de octubre de 2017    | Zaragoza                 | Fernando Belasteguín | Maxi Sánchez Matías Díaz               | 6-4 6-2             |
| 51  | 12 de noviembre de 2017  | Buenos Aires             | Fernando Belasteguín | Paquito Navarro Sanyo Gutiérrez        | 6-1 7-6             |
| 52  | 17 de diciembre de 2017  | Masters WPT Madrid       | Fernando Belasteguín | Maxi Sánchez Matías Díaz               | 6-3 6-2             |
| 53  | 8 de abril de 2018       | Alicante                 | Fernando Belasteguín | Franco Stupaczuk Cristian Gutiérrez    | 7-6 3-0 ab          |
| 54  | 8 de julio de 2018       | Valencia                 | Fernando Belasteguín | Maxi Sánchez Sanyo Gutiérrez           | 6-0 6-2             |
| 55  | 29 de julio de 2018      | Bastad                   | Fernando Belasteguín | Paquito Navarro Juan Martín Díaz       | 6-2 3-6 6-3         |
| 56  | 28 de octubre de 2018    | Bilbao                   | Fernando Belasteguín | Juani Mieres Miguel Lamperti           | 6-3 / 6-3           |
| 57  | 16 de diciembre de 2018  | Madrid Master Final      | Fernando Belasteguín | Maxi Sánchez Sanyo Gutiérrez           | 7-6(?) / 6-3        |
| 58  | 14 de julio de 2019      | Valencia Open            | Alejandro Galán      | Adrián Allemandi Agustín Gómez Silingo | 6-7(?) / 7-5 / 6-3  |
| 59  | 11 de agosto de 2019     | Mijas Open               | Alejandro Galán      | Coki Nieto Javier Rico                 | 7-6(?) / 6-4        |
| 60  | 22 de septiembre de 2019 | Cascais Master           | Alejandro Galán      | Federico Chingotto Juan Tello          | 6-4 / 6-4           |
| 61  | 22 de diciembre de 2019  | Barcelona Master Final   | Alejandro Galán      | Fernando Belasteguín Agustín Tapia     | 7-6(?) / 6-3        |
| 62  | 8 de marzo de 2020       | Marbella Master          | Paquito Navarro      | Juan Lebrón Alejandro Galán            | 7-6(10) / 2-6 / 6-3 |
| 63  | 11 de julio de 2021      | Las Rozas Open           | Agustín Tapia        | Sanyo Gutiérrez Fernando Belasteguín   | 6-1 / 6-4           |
| 64  | 8 de agosto de 2021      | Málaga Open              | Agustín Tapia        | Martín Di Nenno Paquito Navarro        | 6-2 / 7-6(7)        |
| 65  | 19 de junio de 2022      | Toulouse Open            | Franco Stupaczuk     | Juan Lebrón Alejandro Galán            | 7-6(8) / 6-4        |

#### Finales
| N.º  | Año                      | Torneo                     | Pareja               | Oponentes en la final                     | Resultado           |
| ---- | ------------------------ | -------------------------- | -------------------- | ----------------------------------------- | ------------------- |
| 1.   | 17 de septiembre de 2006 | Mérida                     | Roby Gattiker        | Juan Martín Díaz Fernando Belasteguín     | 2-6 0-6             |
| 2.   | 5 de noviembre de 2006   | Las Palmas                 | Roby Gattiker        | Juan Martín Díaz Fernando Belasteguín     | 1-6 2-6             |
| 3.   | 12 de julio de 2009      | Alicante                   | Juani Mieres         | Juan Martín Díaz Fernando Belasteguín     | 2-6 6-7             |
| 4.   | 20 de julio de 2009      | Madrid                     | Juani Mieres         | Cristian Gutiérrez Seba Nerone            | 4-6 3-6             |
| 5.   | 20 de septiembre de 2009 | San Sebastián              | Juani Mieres         | Juan Martín Díaz Fernando Belasteguín     | 2-6 2-6             |
| 6.   | 13 de diciembre de 2009  | Madrid Master Final        | Juani Mieres         | Juan Martín Díaz Fernando Belasteguín     | 4-6 2-6             |
| 7.   | 14 de marzo de 2010      | Mar del Plata              | Juani Mieres         | Matías Díaz Miguel Lamperti               | 5-7 6-4 5-7         |
| 8.   | 30 de mayo de 2010       | Madrid I                   | Juani Mieres         | Maximiliano Grabiel Agustín Gómez Silingo | 6-3 3-6 4-6         |
| 9.   | 18 de julio de 2010      | Madrid II                  | Juani Mieres         | Juan Martín Díaz Fernando Belasteguín     | 5-7 2-6             |
| 10.  | 25 de julio de 2010      | Benicasim                  | Juani Mieres         | Juan Martín Díaz Fernando Belasteguín     | 3-6 5-7             |
| 11.  | 8 de agosto de 2010      | Fuengirola                 | Juani Mieres         | Juan Martín Díaz Fernando Belasteguín     | 3-6 4-6             |
| 12.  | 26 de septiembre de 2010 | Navarra                    | Juani Mieres         | Juan Martín Díaz Fernando Belasteguín     | 4-6 7-6 1-6         |
| 13.  | 3 de octubre de 2010     | Bilbao                     | Juani Mieres         | Juan Martín Díaz Fernando Belasteguín     | 3-6 4-6             |
| 14.  | 24 de octubre de 2010    | Murcia                     | Juani Mieres         | Juan Martín Díaz Fernando Belasteguín     | 6-3 4-6 4-6         |
| 15.  | 7 de noviembre de 2010   | Logroño                    | Juani Mieres         | Juan Martín Díaz Fernando Belasteguín     | 6-7 7-6 3-6         |
| 16.  | 19 de diciembre de 2010  | Madrid Master Final        | Juani Mieres         | Juan Martín Díaz Fernando Belasteguín     | 3-6 4-6             |
| 17.  | 5 de junio de 2011       | Barcelona                  | Juani Mieres         | Juan Martín Díaz Fernando Belasteguín     | 4-6 3-6             |
| 18.  | 10 de julio de 2011      | Alicante                   | Juani Mieres         | Juan Martín Díaz Fernando Belasteguín     | 1-6 1-6             |
| 19.  | 31 de julio de 2011      | Marbella                   | Juani Mieres         | Juan Martín Díaz Fernando Belasteguín     | 6-4 6-7 3-6         |
| 20.  | 2 de octubre de 2011     | Madrid II                  | Juani Mieres         | Juan Martín Díaz Fernando Belasteguín     | 4-6 6-7             |
| 21.  | 9 de octubre de 2011     | Bilbao                     | Juani Mieres         | Juan Martín Díaz Fernando Belasteguín     | 4-6 4-6             |
| 22.  | 6 de noviembre de 2011   | Logroño                    | Juani Mieres         | Juan Martín Díaz Fernando Belasteguín     | 6-7 4-6             |
| 23.  | 13 de noviembre de 2011  | Vitoria                    | Juani Mieres         | Juan Martín Díaz Fernando Belasteguín     | 6-7 5-7             |
| 24.  | 18 de diciembre de 2011  | Madrid PPT Master Final    | Juani Mieres         | Juan Martín Díaz Fernando Belasteguín     | 3-6 3-6             |
| 25.  | 9 de octubre de 2011     | Bilbao                     | Juani Mieres         | Juan Martín Díaz Fernando Belasteguín     | 4-6 4-6             |
| 26.  | 6 de noviembre de 2011   | Logroño                    | Juani Mieres         | Juan Martín Díaz Fernando Belasteguín     | 6-7 4-6             |
| 27.  | 13 de noviembre de 2011  | Vitoria                    | Juani Mieres         | Juan Martín Díaz Fernando Belasteguín     | 6-7 5-7             |
| 28.  | 18 de diciembre de 2011  | Madrid PPT Masters Final   | Juani Mieres         | Juan Martín Díaz Fernando Belasteguín     | 3-6 3-6             |
| 29.  | 26 de febrero de 2012    | Buenos Aires               | Juani Mieres         | Juan Martín Díaz Fernando Belasteguín     | 4-6 3-6             |
| 30.  | 10 de junio de 2012      | Barcelona                  | Juani Mieres         | Juan Martín Díaz Fernando Belasteguín     | 2-6 3-6             |
| 31.  | 17 de junio de 2012      | Córdoba                    | Juani Mieres         | Juan Martín Díaz Fernando Belasteguín     | 4-6 6-7             |
| 32.  | 15 de julio de 2012      | Alicante                   | Juani Mieres         | Sanyo Gutiérrez Seba Nerone               | 6-7 4-6             |
| 33.  | 5 de agosto de 2012      | Fuengirola                 | Juani Mieres         | Juan Martín Díaz Fernando Belasteguín     | 5-7 6-7             |
| 34.  | 2 de septiembre de 2012  | Palma de Mallorca          | Juani Mieres         | Juan Martín Díaz Fernando Belasteguín     | 3-6 4-6             |
| 35.  | 9 de septiembre de 2012  | Ibiza                      | Juani Mieres         | Juan Martín Díaz Fernando Belasteguín     | 6-2 3-6 4-6         |
| 36.  | 18 de noviembre de 2012  | Bilbao                     | Hernán Auguste       | Sanyo Gutiérrez Seba Nerone               | 3-6 3-6             |
| 37.  | 2 de diciembre de 2012   | Logroño                    | Hernán Auguste       | Sanyo Gutiérrez Seba Nerone               | 3-6 4-6             |
| 38.  | 14 de abril de 2013      | Murcia                     | Juani Mieres         | Juan Martín Díaz Fernando Belasteguín     | 3-6 7-6 3-6         |
| 39.  | 12 de mayo de 2013       | Sevilla                    | Juani Mieres         | Juan Martín Díaz Fernando Belasteguín     | 6-4 6-7 4-6 3-6     |
| 40.  | 9 de junio de 2013       | Barcelona                  | Juani Mieres         | Juan Martín Díaz Fernando Belasteguín     | 1-6 4-6 6-4 3-6     |
| 41.  | 30 de junio de 2013      | La Coruña                  | Juani Mieres         | Matías Díaz Cristian Gutiérrez            | 7-6 6-7 6-1 3-6 3-6 |
| 42.  | 7 de juio de 2013        | Santander                  | Juani Mieres         | Matías Díaz Cristian Gutiérrez            | 6-7 1-6 5-7         |
| 43.  | 4 de agosto de 2013      | Málaga                     | Juani Mieres         | Juan Martín Díaz Fernando Belasteguín     | 4-6 4-6 4-6         |
| 44.  | 18 de agosto de 2013     | Benicassim                 | Juani Mieres         | Juan Martín Díaz Fernando Belasteguín     | 5-7 1-6 6-4 4-6     |
| 45.  | 15 de septiembre de 2013 | Bilbao                     | Juani Mieres         | Juan Martín Díaz Fernando Belasteguín     | 6-4 3-6 5-7 2-6     |
| 46.  | 29 de septiembre de 2013 | Granada                    | Juani Mieres         | Juan Martín Díaz Fernando Belasteguín     | 6-7 4-6 3-6         |
| 47.  | 13 de octubre de 2013    | Lisboa                     | Juani Mieres         | Juan Martín Díaz Fernando Belasteguín     | 3-6 6-2 3-6 4-6     |
| 48.  | 25 de mayo de 2014       | Barcelona                  | Juani Mieres         | Juan Martín Díaz Fernando Belasteguín     | 3-6 6-4 2-6 3-6     |
| 49.  | 15 de junio de 2014      | Badajoz                    | Juani Mieres         | Juan Martín Díaz Fernando Belasteguín     | 4-6 3-6 2-6         |
| 50.  | 29 de junio de 2014      | Córdoba                    | Juani Mieres         | Juan Martín Díaz Fernando Belasteguín     | 2-6 7-6 3-6 3-6     |
| 51.  | 27 de julio de 2014      | Málaga                     | Juani Mieres         | Sanyo Gutiérrez Maxi Sánchez              | 6-4 4-6 2-6 4-6     |
| 52.  | 19 de octubre de 2014    | San Cristóbal de la Laguna | Juani Mieres         | Juan Martín Díaz Fernando Belasteguín     | 4-6 6-1 2-6         |
| 53.  | 28 de agosto de 2016     | La Nucia                   | Fernando Belasteguín | Sanyo Gutiérrez Paquito Navarro           | walkover            |
| 54.  | 2 de abril de 2017       | Santander                  | Fernando Belasteguín | Sanyo Gutiérrez Paquito Navarro           | 6-4 4-6 6-7         |
| 55.  | 30 de abril de 2017      | Miami                      | Fernando Belasteguín | Sanyo Gutiérrez Paquito Navarro           | 6-7 3-6             |
| 56.  | 25 de junio de 2017      | Valladolid                 | Fernando Belasteguín | Sanyo Gutiérrez Paquito Navarro           | walkover            |
| 57.  | 10 de septiembre de 2017 | Sevilla                    | Fernando Belasteguín | Sanyo Gutiérrez Paquito Navarro           | 4-6 2-6             |
| 58.  | 1 de octubre de 2017     | Andorra La Vieja           | Fernando Belasteguín | Sanyo Gutiérrez Paquito Navarro           | 6-3 4-6 4-6         |
| 59.  | 26 de noviembre de 2017  | Bilbao                     | Fernando Belasteguín | Matías Díaz Maxi Sánchez                  | 6-7 6-4 1-6         |
| 60.  | 25 de noviembre de 2018  | Murcia                     | Paquito Navarro      | Sanyo Gutiérrez Maxi Sánchez              | 6-2 5-7 3-6         |
| 61.  | 28 de abril de 2019      | Alicante                   | Fernando Belasteguín | Juan Lebrón Paquito Navarro               | 6-3 6-7 2-6         |
| 62.  | 9 de junio de 2019       | Buenos Aires               | Fernando Belasteguín | Juani Mieres Alejandro Galán              | 5-5 ab              |
| 63.. | 5 de julio de 2020       | Madrid I                   | Paquito Navarro      | Juan Lebrón Alejandro Galán               | 5-7 / 3-6           |
| 64.  | 22 de noviembre de 2020  | Las Rozas de Madrid        | Paquito Navarro      | Juan Lebrón Juan Tello                    | walkover            |
| 65.  | 13 de junio de 2021      | Marbella                   | Agustín Tapia        | Juan Lebrón Alejandro Galán               | 6-7 / 2-6           |
| 66.  | 8 de mayo de 2022        | Bruselas Open              | Franco Stupaczuk     | Juan Lebrón Alejandro Galán               | 3-6 3-6             |
| 67.  | 24 de julio de 2022      | Málaga Open                | Franco Stupaczuk     | Carlos Daniel Gutiérrez Agustín Tapia     | 6-7(6) 4-6          |
| 68.  | 2 de octubre de 2022     | Ámsterdam Open             | Franco Stupaczuk     | Arturo Coello Fernando Belasteguín        | 2-6 5-7             |
| 69.  | 27 de noviembre de 2022  | México Open                | Franco Stupaczuk     | Paquito Navarro Juan Tello                | 6-7(2) 6-1 5-7      |